# غابات الشحيمية
غابات الشحيمية غابات عراقية تقع بالقرب من قضاء الصويرة في محافظة واسط شرق العراق .

## نبذة
تعد الغابة مقصد سياحي و متنفس لأهالي الصويرة و باقي المناطق المجاورة ، و تحتضن مختلف أنواع الحيوانات البرية و كذلك الطيور المهاجرة و المستوطنة.